# 瓦茨拉夫·莫拉维克

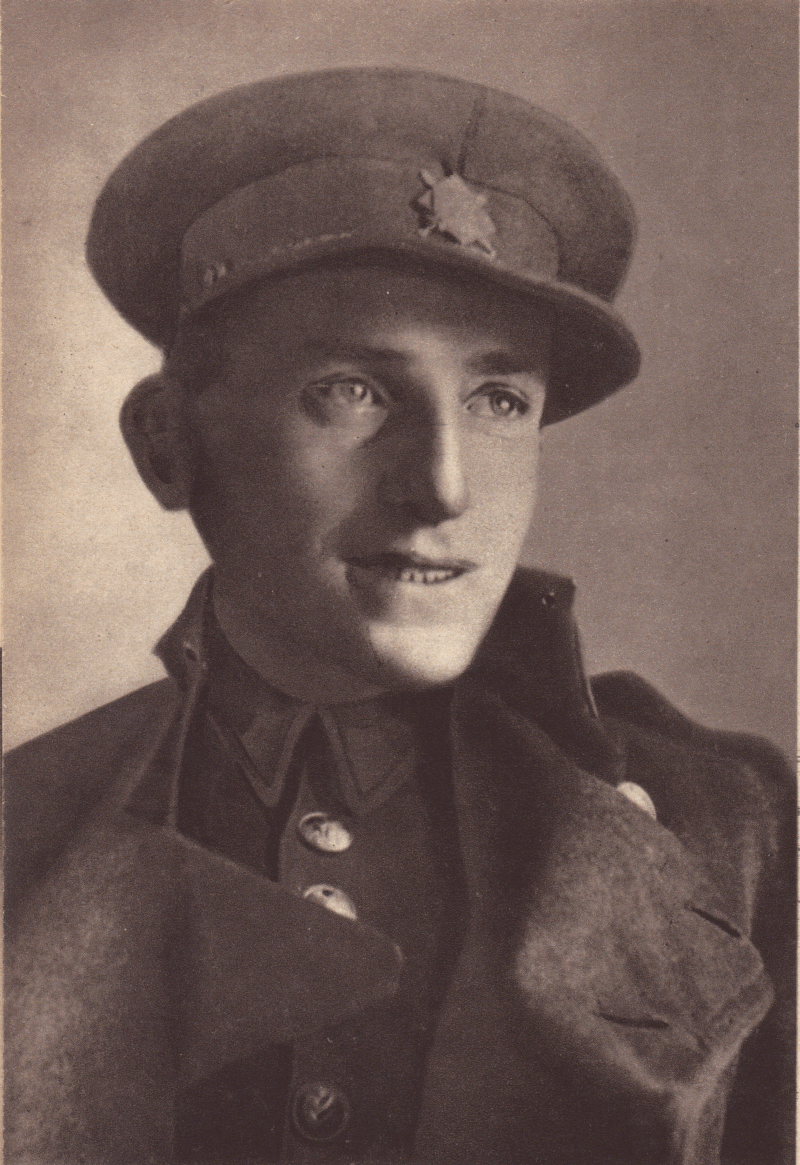
瓦茨拉夫·莫拉维克

瓦茨拉夫·莫拉维克（Václav Morávek，1904年8月8日—1942年3月21日）是一位捷克斯洛伐克准将、民族英雄，曾參與波西米亚和摩拉维亚保护国抵抗运动，他还是抵抗组织三国王的一员。莫拉维克多次亲自将被納粹德國查禁的出版物散发到布拉格的盖世太保办公室。莫拉维克最終在和盖世太保的枪战中阵亡。